# 平湖油气田
平湖油气田，是中国在东海陆架盆地西湖凹陷开发出的一个高产油气田，目前属上海市管辖，並由中國海洋石油、中國石化與申能股份合營的「上海石油天然氣有限公司」持有及運作。

## 概要
平湖油气田位于东海陆架盆地西湖凹陷西侧平湖断裂构造带中部，主断层呈北北东走向，延伸长度100公里以上。油气田区由放鹤亭、八角亭、望湖亭等8个构造组成。天然气储量数百亿立方米，石油储量数千万吨，油质中等，属中型油田。

## 歷史
1974年9月，中国开始在东海寻找石油和天然气。1982年，勘探人员在西湖凹陷西侧发现了一个含油地质构造，命名为平湖构造。同年11月27日，勘测船开攻钻探平湖一号井，1983年4月10日，钻井完成，获得了稳定的油、气流。1986年，在该构造又钻探了二井、三井。1988年4月16日，平湖四井开工，12月11日完工，该井获得了高产油、气流。1988年4月19日，外经贸部与美国贸易发展办公室（TDP）签订了协议，TDP资助中方66万美元开展东海天然气早期开采可行性研究。1989年6月8日，美国柏克德公司的《东海天然气利用和早期开发可行性研究》最终报告获得通过。1994年1月，上海石油天然气总公司提出改用管道输送天然气的方案，1995年获得国务院通过。1996年下半年，平湖油气田开始海上工程建设。
1998-99年間，平湖油气田正式落成，日产天然气120万立方米，主要供应上海市场，主要用作市民燃气。2003年该田进行了扩建，产能提升至每天180万立方米。2006年，该气田进行了第三期扩建，于11月初完工。

## 外部連結
- 上海地方志·东海油气勘查（页面存档备份，存于）
- 解放日报·东海平湖油气田的新一轮油气勘探取得重大发现（页面存档备份，存于）